# 金基正
金基正（韓語：김기정，1990年8月14日—），韓国男子羽毛球運動員，擅長雙打；其中最为突出的项目是男雙。他与金沙朗的男雙最高世界排名第二位（2016年9月22日）。

## 簡歷

### 2008年 亞青賽及世青賽
2008年7月，金基正代表韩国参加马来西亚吉隆坡举办的亚洲青年羽毛球錦標賽，助韩国队赢得混合團體亚军；此外，还与两位搭档Choi Young Woo以及嚴惠媛分别赢得男子雙打和混合雙打亚军。同年10月，他再次参加印度浦那举办的世界青年羽毛球錦標賽，助韩国队赢得混合團體亚军；此外，还嚴惠媛赢得混合雙打季军。

### 2009年-2010年 香港東亞運及廣州亚运團體夺银
2009年12月，金基正代表韓國参加香港举办的東亞運動會羽毛球比賽，助韩国队赢得男子團體银牌；此外，还与搭档權利九赢得男子雙打东亚会铜牌。
2010年7月，金基正与申白喆出战加拿大羽毛球大獎賽，在男双準决赛以1比2（19-21、21-13、16-21）不敌赛会2号种子、中华台北强档的方介民/李勝木。同年7月，他与申白喆出战美國羽毛球黃金大獎賽，在男双準决赛以1比2（21-13、14-21、18-21）不敌赛会头号种子、中华台北强档的方介民/李勝木。同年11月，他代表韓國参加中国廣州举办的亞運會，助韩国男队赢得男子團體银牌。

### 2011年-2012年 日本超級賽奪冠
2011年3月，金基正与金沙朗出战德國羽毛球黃金大獎賽，在男双决赛以1比2（19-21、21-18、11-21）不敌赛会2号种子、队友的鄭在成/李龍大，赢得亚军。同年9月，他与申白喆出战中華台北羽毛球黃金大獎賽，在男双準決賽以0比2（20-22、15-21）不敌赛会头号种子、队友的鄭在成/李龍大。同年12月，他分别与金沙朗以及金昭映出战土耳其羽毛球國際賽，在男双决赛以2比1（21-17、16-21、21-15）击败了队友的曹建雨/申白喆，夺得其首个國際系列賽男双冠军；而混双準决赛以0比2（17-21、21-23）不敌队友的金沙朗/李紹希。
2012年1月，金基正与金沙朗出战韓國羽毛球首要超級賽，在男双準决赛以0比2（15-21、25-27）不敌赛会2号种子、队友的郑在成/李龍大。同年4月，他參加中國青島市舉行的亞洲羽毛球錦標賽，与搭档的金沙朗在首圈以2比0（21-13、21-14）轻取印度的鲁佩什·库马尔/萨纳维·托马斯；次圈延续状态出色以2比0（21-13、21-16）爆冷击败了赛会3号种子、日本强档的川前直樹/佐藤翔治；在八强中，直落两局以2比0（21-12、21-19）力挫赛会8号种子、中国的刘小龙/邱子瀚；四强中，表现极为突出以2比0（21-17、21-9）再次拿下中国另一组的柴飚/郭振东；决赛中，没有遇到太多麻烦以2比0（21-12、21-16）击退了赛会6号种子、日本强档的遠藤大由/早川賢一，首次赢得亚锦赛男子双打冠军。同年5月，他入选湯姆斯盃的男双主力，助韩国队赢得男子團體亚军。同年6月，他与金沙朗出战泰國羽毛球黃金大獎賽，在男双準决赛以0比2（23-25、15-21）不敌赛会头号种子、中国的刘小龙/邱子瀚。同年8月，他与金沙朗出战越南羽毛球大獎賽，在男双準决赛以1比2（21-16、15-21、19-21）不敌印尼强档的约翰奈斯·伦迪·苏吉亚托/阿菲特·尤瑞斯·韦拉万。同年9月，他与金沙朗出战日本羽毛球超級賽，在男双决赛以2比0（21-16、21-19）击败了赛会2号种子、马来西亚强档的古健傑/陳文宏，赢得羽球生涯首座超級賽男双冠军。同期9月，他与金沙朗出战印尼羽毛球黃金大獎賽，在男双决赛以2比0（21-13、21-9）击败了赛会4号种子、印尼强档的安加·普拉塔玛/利安·阿刚·萨普特拉，夺得其首个黃金大獎賽男双冠军。同年10月，他与金沙朗出战法國羽毛球超級賽，在男双準决赛以0比2（14-21、20-22）不敌队友的高成炫/李龍大。同年12月，他与金沙朗出战韓國羽毛球黃金大獎賽，在男双决赛以0比2（12-21、11-21）不敌赛会5号种子、队友的高成炫/李龍大，赢得亚军。

### 2013年 世锦赛男雙季军
2013年2月，金基正与金沙朗出战德國羽毛球黃金大獎賽，在男双準决赛以1比2（21-15、19-21、13-21）不敌赛会6号种子、中国的柴飚/洪炜。同年4月，他参加中華民國臺北举办的亞洲羽毛球錦標賽，他与搭档的金沙朗被列为赛会3号种子在首圈以2比0（21-19、21-12）击败了新加坡的丹尼·巴瓦·克里斯南塔/刘意；在次圈，奋战三局以2比1（21-13、23-25、21-11）力克中华台北强档的陳宏麟/呂佳彬；八强中，鏖战三局以2比1（21-16、21-23、21-17）击退了泰国强档的玛尼蓬·宗集/尼迪蓬·潘普佩克；四强中，再次陷入苦战以2比1（19-21、21-13、21-14）逆转了赛会2号种子、日本强档的遠藤大由/早川賢一；决赛中，直落两局以0比2（13-21、20-22）不敌世界第一、队友的高成炫/李龍大，未能卫冕。同期4月，他与金沙朗出战印度羽毛球超級賽，在男双準决赛以0比2（11-21、13-21）不敌赛会3号种子、队友的高成炫/李龍大。同年7月，他代表韓國参加俄羅斯喀山舉行的世界大學生運動會，助韩国队赢得混合團體金牌；此外，还与两位搭档的洪智勳以及金昭映分别赢得男子雙打铜牌和混合雙打金牌，亦是本届世大运双冠王得主。同年8月，他參加中國廣州舉行的世界羽毛球錦標賽，分別與鄭景銀和金沙朗出戰混合雙打及男子雙打項目。在混合雙打方面，他與鄭景銀首圈以2比0輕取德國組合，第二圈再以2比0（21-18、21-19）力克5號種子、馬來西亞的陳炳順/吳柳螢晉級；但在第三圈就以1比2（16-21、21-11、11-21）不敵日本的早川賢一/松友美佐紀，16強止步。至於男雙方面，他與金沙朗被列為5號種子，故在首圈輪空；第二圈以2比0輕取中華台北的陳宏麟/呂佳彬後，第三圈又以2-1反勝隊友、12號種子的申白喆/柳延星晉級。及至半準決賽，他們面對2號種子、馬來西亞的古健傑/陳文宏，以2比0獲勝；但在準決賽與3號種子、丹麥組合玛蒂亚斯·鲍伊/卡斯腾·摩根森的對戰中，卻在領先一局下以1比2（23-21、18-21、18-21）被逆转，僅得季軍。同年9月，他分别与金沙朗以及金昭映出战中華台北羽毛球黃金大獎賽，在男双决赛以2比0（21-11、21-11）击败了赛会4号种子、中华台北强档的李勝木/蔡佳欣，赢得黃金大獎賽男双冠军；而混双準决赛以0比2（18-21、18-21）不敌赛会3号种子、队友的申白喆/張藝娜。同年11月，他分别与金沙朗以及金昭映出战韓國羽毛球黃金大獎賽，在男双决赛以2比1（21-15、18-21、25-23）击败了赛会5号种子、队友的高成炫/申白喆，赢得黃金大獎賽男双冠军；而混双準决赛以1比2（14-21、21-19、14-21）不敌队友的姜志旭/崔惠仁。同期11月，他与金昭映出战中國羽毛球首要超級賽，在混双準决赛以0比2（9-21、11-21）不敌赛会2号种子、印尼强档的通托维·艾哈迈德/利利亚纳·纳西尔。同样11月，他与金沙朗出战香港羽毛球超級賽，在男双决赛以1比2（21-12、15-21、18-21）不敌队友的李龍大/柳延星，赢得亚军。

### 2014年 仁川亚运團體揽金及被罰禁賽
2014年1月，世界羽联宣佈，金基正與隊友李龍大因違反世界反興奮劑組織（WADA）的規定，在過去一年內，先後有三次未有向相关协会告知行踪，以备接受赛外兴奋剂检查（即「飞行尿检」），被處以懲罰。有關处罚為期一年，於2014年1月23日起生效。之後，韓國羽總積極提起申訴，承擔管理出現問題的責任，向羽聯支付41,170美元的罰金；羽聯興奮劑聽證委員會最終在2014年4月裁決，因沒有充份理由認定運動員是故意逃避興奮劑檢查，因此撤銷處罰。同年6月，他正式重返国际羽坛赛事，携手搭档金沙朗出战印尼羽毛球首要超級賽，在男双準决赛以1比2（21-17、13-21、10-21）不敌赛会头号种子、世锦赛冠军的穆罕默德·阿赫桑/亨德拉·塞蒂亚万。同期6月，他与金沙朗出战澳洲羽毛球超級賽，在男双準决赛以0比2（18-21、17-21）不敌赛会3号种子、中華台北强档的李勝木/蔡佳欣。同年8月，他代表韩国参加丹麥巴勒魯普自治市举办的世界羽毛球錦標賽，他和金沙朗出战男子雙打。他与金沙朗以赛会5号种子在首圈輪空；在第二轮以2比0（21-15、21-17）横扫印度的P·J·乔普拉/A·迪瓦卡；在第三轮激战三局以2比1（21-16、7-21、21-18）击败了赛会13号种子、中国的柴飚/洪炜；在八强直落两局以2比0（21-14、21-13）轻取赛会11号种子、印尼的A·普拉塔玛/R·A·萨普特拉；在四强提前弃赛，并且与丹麦的玛蒂亚斯·鲍伊/卡斯腾·摩根森同为赢得季军。同年9月，他代表韩国参加本国举办的亞洲運動會羽毛球比賽，在率先进行的男团比赛，助韩国队首次赢得亚洲最高级别赛事男子團體金牌；此外，还与金沙朗出战男子雙打，他和金沙朗以赛会4号种子在首圈轮空；在第二輪以2比0（21-14、21-15）横扫新加坡强档的D·B·克里斯南塔/C·奇雅加特；在半準決賽以2比0（21-15、21-15）轻取日本强档的嘉村健士/園田啟悟；在準決賽激战三局以1比2（21-19、16-21、18-21）不敌赛会2号种子、世锦赛冠军的M·阿赫桑/H·塞蒂亚万，并且与马来西亚的吴伟申/陳煒𣚦同为赢得季军。

### 2015年 首要超級賽首冠
2015年4月，金基正代表韩国参加中国湖北省武汉市举办的亞洲羽毛球錦標賽，他和金沙朗在首圈轮空；在第二輪以2比0（21-15、21-11）横扫越南的楊寶德/阮黃南；在第三輪因对方弃赛；在半準決賽以2比0（21-16、21-15）轻取赛会4号种子、日本的遠藤大由/早川賢一；在準决赛以0比2（18-21、9-21）不敌世界第一、队友的李龍大/柳延星，赢得亚锦赛男双季军。同年5月，他入选蘇迪曼盃的男双大名单，助韩国队赢得混团季军。同年7月，他代表韓国（安東大學校）出戰韓國光州市舉行的世界大學生運動會羽毛球比賽，贏得混合團體、男子雙打及混合雙打三面金牌。同年9月，他与申昇瓚出战日本羽毛球超級賽，在混双準决赛以0比2（19-21、16-21）不敌赛会5号种子、奥运季军的约金·费舍尔·尼尔森/克里斯汀娜·彼德森。同期9月，他与金沙朗出战韓國羽毛球超級賽，在男双决赛以0比2（16-21、12-21）不敌世界第一、队友的李龍大/柳延星，赢得亚军。同年10月，他与金沙朗出战法國羽毛球超級賽，在男双準决赛以0比2（18-21、18-21）不敌赛会头号种子、世界第一的李龍大/柳延星。同年11月，他分别与金沙朗以及申昇瓚出战韓國羽毛球大師賽，在男双决赛以2比1（16-21、21-18、21-19）击败了赛会2号种子、世锦赛冠军的高成炫/申白喆，赢得大獎賽男双冠军；此外，还与申昇瓚的混双準决赛以0比2（18-21、17-21）不敌赛会5号种子、队友的申白喆/蔡侑玎。同期11月，他与金沙朗出战中國羽毛球首要超級賽，在男双决赛以2比0（21-13、21-19）击败了赛会6号种子、东道主的柴飚/洪炜，赢得首要超級賽男双冠军。

### 2016年 马来西亚羽球赛夺冠
2016年1月，金基正与金沙朗出战馬來西亞羽毛球大師賽，在男双準决赛以1比2（21-15、18-21、16-21）不敌亚运会冠军的古健傑/陳文宏。同期1月，他与金沙朗出战印度羽毛球黃金大獎賽，在男双準决赛以1比2（23-25、21-13、17-21）不敌印度强档的普拉纳·杰里·乔普拉/艾谢·迪瓦卡。同年2月，他与金沙朗出战泰國羽毛球大師賽，在男双决赛以1比2（21-12、15-21、12-21）不敌赛会头号种子、世锦赛冠军的穆罕默德·阿赫桑/亨德拉·塞蒂亚万，赢得亚军。同期2月，他代表韩国参加印度海得拉巴举办的亞洲羽毛球團體錦標賽，助球队赢得男子團體季军。同年4月，他与金沙朗出战馬來西亞羽毛球首要超級賽，在男双决赛以2比0（21-19、21-15）击败了赛会4号种子、中国的柴飚/洪炜，赢得首要超級賽男双冠军。同期4月，他与金沙朗出战中國羽毛球大師賽，在男双决赛以0比2（17-21、14-21）不敌赛会头号种子、世界第一的李龍大/柳延星，赢得亚军。同年5月，他入选湯姆斯盃的男双大名单，助韩国队赢得男团季军。同年9月，他与高成炫出战日本羽毛球超級賽，在男双决赛以0比2（12-21、12-21）不敌赛会8号种子、中国的李俊慧/刘雨辰，赢得亚军。

### 2017年 混合预赛夺亚
2017年2月，金基正代表韩国参加越南胡志明市举办的亞洲羽毛球混合團體錦標賽，助球队赢得混团亚军。同年4月，他与申昇瓚出战新加坡羽毛球超級賽，在混双準决赛以1比2（21-16、17-21、12-21）不敌赛会3号种子、中国的鲁恺/黄雅琼。同年11月，他与鄭在旭出战韓國羽毛球大師賽，在男双决赛以0比2（15-21、16-21）不敌晚辈的金元昊/徐承宰，赢得亚军。

### 2018年 搭档奥运冠军
2018年8月，金基正与李龍大出战西班牙羽毛球大師賽，在男双决赛以2比0（21-13、21-17)击败了泰国强档的博丁·伊沙拉/玛尼蓬·宗集，赢得俩人复出以来的第一个超級300賽男双冠军。同年10月，他与李龍大出战澳門羽毛球公開賽，在男双决赛以2比1（17-21、21-13、21-19）击败了世锦赛冠军的高成炫/申白喆，俩人再度赢得超級300賽男双冠军。

## 主要比賽成績
只列出曾進入準決賽的國際賽事成績：
| 年份   | 賽事                     | 公開賽級別 | 項目     | 拍檔           | 成績   |
| ------ | ------------------------ | ---------- | -------- | -------------- | ------ |
| 2008年 | 亚洲青年羽毛球錦標賽     | 其他       | 混合團體 | －             | 亞軍   |
| 2008年 | 亚洲青年羽毛球錦標賽     | 其他       | 男子雙打 | Choi Young Woo | 亞軍   |
| 2008年 | 亚洲青年羽毛球錦標賽     | 其他       | 混合雙打 | 嚴惠媛         | 亞軍   |
| 2008年 | 世界青年羽毛球錦標賽     | 其他       | 混合團體 | －             | 亞軍   |
| 2008年 | 世界青年羽毛球錦標賽     | 其他       | 混合雙打 | 嚴惠媛         | 準決賽 |
| 2009年 | 東亞運動會羽毛球比賽     | 其他       | 男子團體 | －             | 銀牌   |
| 2009年 | 東亞運動會羽毛球比賽     | 其他       | 男子雙打 | 權利九         | 銅牌   |
| 2010年 | 加拿大羽毛球大獎賽       | 大獎賽     | 男子雙打 | 申白喆         | 準決賽 |
| 2010年 | 美國羽毛球黃金大獎賽     | 黃金大獎賽 | 男子雙打 | 申白喆         | 準決賽 |
| 2010年 | 亞洲運動會羽毛球比賽     | 其他       | 男子團體 | －             | 銀牌   |
| 2011年 | 德國羽毛球黃金大獎賽     | 黃金大獎賽 | 男子雙打 | 金沙朗         | 亞軍   |
| 2011年 | 中華台北羽毛球黃金大獎賽 | 黃金大獎賽 | 男子雙打 | 申白喆         | 準決賽 |
| 2011年 | 韓國羽毛球黃金大獎賽     | 黃金大獎賽 | 混合雙打 | 鄭景銀         | 亞軍   |
| 2011年 | 土耳其羽毛球國際賽       | 國際系列賽 | 男子雙打 | 金沙朗         | 冠軍   |
| 2011年 | 土耳其羽毛球國際賽       | 國際系列賽 | 混合雙打 | 金昭映         | 準決賽 |
| 2012年 | 韓國羽毛球首要超級賽     | 首要超級賽 | 男子雙打 | 金沙朗         | 準決賽 |
| 2012年 | 亞洲羽毛球錦標賽         | 其他       | 男子雙打 | 金沙朗         | 冠軍   |
| 2012年 | 湯姆斯盃                 | 其他       | 男子團體 | －             | 亞軍   |
| 2012年 | 泰國羽毛球黃金大獎賽     | 黃金大獎賽 | 男子雙打 | 金沙朗         | 準決賽 |
| 2012年 | 越南羽毛球大獎賽         | 大獎賽     | 男子雙打 | 金沙朗         | 準決賽 |
| 2012年 | 日本羽毛球超級賽         | 超級賽     | 男子雙打 | 金沙朗         | 冠軍   |
| 2012年 | 印尼羽毛球黃金大獎賽     | 黃金大獎賽 | 男子雙打 | 金沙朗         | 冠軍   |
| 2012年 | 法國羽毛球超級賽         | 超級賽     | 男子雙打 | 金沙朗         | 準決賽 |
| 2012年 | 韓國羽毛球黃金大獎賽     | 黃金大獎賽 | 男子雙打 | 金沙朗         | 亞軍   |
| 2013年 | 德國羽毛球黃金大獎賽     | 黃金大獎賽 | 男子雙打 | 金沙朗         | 準決賽 |
| 2013年 | 亞洲羽毛球錦標賽         | 其他       | 男子雙打 | 金沙朗         | 亞軍   |
| 2013年 | 印度羽毛球超級賽         | 超級賽     | 男子雙打 | 金沙朗         | 準決賽 |
| 2013年 | 世界大學運動會羽毛球比賽 | 其他       | 混合團體 | －             | 金牌   |
| 2013年 | 世界大學運動會羽毛球比賽 | 其他       | 男子雙打 | 洪智勳         | 铜牌   |
| 2013年 | 世界大學運動會羽毛球比賽 | 其他       | 混合雙打 | 金昭映         | 金牌   |
| 2013年 | 世界羽毛球錦標賽         | 其他       | 男子雙打 | 金沙朗         | 準決賽 |
| 2013年 | 中華台北羽毛球黃金大獎賽 | 黃金大獎賽 | 男子雙打 | 金沙朗         | 冠軍   |
| 2013年 | 中華台北羽毛球黃金大獎賽 | 黃金大獎賽 | 混合雙打 | 金昭映         | 準決賽 |
| 2013年 | 韓國羽毛球黃金大獎賽     | 黃金大獎賽 | 男子雙打 | 金沙朗         | 冠軍   |
| 2013年 | 韓國羽毛球黃金大獎賽     | 黃金大獎賽 | 混合雙打 | 金昭映         | 準決賽 |
| 2013年 | 中國羽毛球首要超級賽     | 首要超級賽 | 混合雙打 | 金昭映         | 準決賽 |
| 2013年 | 香港羽毛球超級賽         | 超級賽     | 男子雙打 | 金沙朗         | 亞軍   |
| 2014年 | 印尼羽毛球首要超級賽     | 首要超級賽 | 男子雙打 | 金沙朗         | 準決賽 |
| 2014年 | 澳洲羽毛球超級賽         | 超級賽     | 男子雙打 | 金沙朗         | 準決賽 |
| 2014年 | 世界羽毛球錦標賽         | 其他       | 男子雙打 | 金沙朗         | 準決賽 |
| 2014年 | 亞洲運動會羽毛球比賽     | 其他       | 男子團體 | －             | 金牌   |
| 2014年 | 亞洲運動會羽毛球比賽     | 其他       | 男子雙打 | 金沙朗         | 銅牌   |
| 2015年 | 亞洲羽毛球錦標賽         | 其他       | 男子雙打 | 金沙朗         | 準決賽 |
| 2015年 | 蘇迪曼盃                 | 其他       | 混合團體 | －             | 季軍   |
| 2015年 | 世界大學運動會羽毛球比賽 | 其他       | 混合團體 | －             | 金牌   |
| 2015年 | 世界大學運動會羽毛球比賽 | 其他       | 男子雙打 | 金沙朗         | 金牌   |
| 2015年 | 世界大學運動會羽毛球比賽 | 其他       | 混合雙打 | 申昇瓚         | 金牌   |
| 2015年 | 日本羽毛球超級賽         | 超級賽     | 混合雙打 | 申昇瓚         | 準決賽 |
| 2015年 | 韓國羽毛球超級賽         | 超級賽     | 男子雙打 | 金沙朗         | 亞軍   |
| 2015年 | 法國羽毛球超級賽         | 超級賽     | 男子雙打 | 金沙朗         | 準決賽 |
| 2015年 | 韓國羽毛球大師賽         | 大獎賽     | 男子雙打 | 金沙朗         | 冠軍   |
| 2015年 | 韓國羽毛球大師賽         | 大獎賽     | 混合雙打 | 申昇瓚         | 準決賽 |
| 2015年 | 中國羽毛球首要超級賽     | 首要超級賽 | 男子雙打 | 金沙朗         | 冠軍   |
| 2016年 | 馬來西亞羽毛球大師賽     | 黃金大獎賽 | 男子雙打 | 金沙朗         | 準決賽 |
| 2016年 | 印度羽毛球黃金大獎賽     | 黃金大獎賽 | 男子雙打 | 金沙朗         | 準決賽 |
| 2016年 | 泰國羽毛球大師賽         | 黃金大獎賽 | 男子雙打 | 金沙朗         | 亞軍   |
| 2016年 | 亞洲羽毛球團體錦標賽     | 其他       | 男子團體 | －             | 季軍   |
| 2016年 | 馬來西亞羽毛球首要超級賽 | 首要超級賽 | 男子雙打 | 金沙朗         | 冠軍   |
| 2016年 | 中國羽毛球大師賽         | 黃金大獎賽 | 男子雙打 | 金沙朗         | 亞軍   |
| 2016年 | 湯姆斯盃                 | 其他       | 男子團體 | －             | 季軍   |
| 2016年 | 日本羽毛球超級賽         | 超級賽     | 男子雙打 | 高成炫         | 亞軍   |
| 2017年 | 亞洲羽毛球混合團體錦標賽 | 其他       | 混合團體 | －             | 亞軍   |
| 2017年 | 新加坡羽毛球超級賽       | 超級賽     | 混合雙打 | 申昇瓚         | 準決賽 |
| 2017年 | 韓國羽毛球大師賽         | 大獎賽     | 男子雙打 | 鄭在旭         | 亞軍   |
| 2018年 | 西班牙羽毛球大師賽       | 超級300賽  | 男子雙打 | 李龍大         | 冠軍   |
| 2018年 | 澳門羽毛球公開賽         | 超級300賽  | 男子雙打 | 李龍大         | 冠軍   |
| 2019年 | 瑞士羽毛球公開賽         | 超級300賽  | 男子雙打 | 李龍大         | 準決賽 |
| 2020年 | 馬來西亞羽毛球大師賽     | 超級500賽  | 男子雙打 | 李龍大         | 冠軍   |
| 2021年 | 蘇格蘭羽毛球公開賽       | 國際挑戰賽 | 男子雙打 | 金沙朗         | 準決賽 |
| 2021年 | 威爾斯羽毛球國際賽       | 國際挑戰賽 | 男子雙打 | 金沙朗         | 冠軍   |
| 2022年 | 韓國羽毛球大師賽         | 超級300賽  | 男子雙打 | 金沙朗         | 冠軍   |
| 2022年 | 日本羽毛球公開賽         | 超級750賽  | 男子雙打 | 金沙朗         | 準決賽 |
| 2024年 | 泰國羽毛球公開賽         | 超級500賽  | 男子雙打 | 金沙朗         | 準決賽 |
| 2025年 | 普吉府羽毛球國際系列賽   | 國際系列賽 | 混合雙打 | 嚴惠媛         | 準決賽 |

| 2007-2017年 | 首要超級賽 | 超級賽 | 黃金大獎賽 | 大獎賽 | 國際挑戰賽 | 國際系列賽 | 未來系列賽 | 其他 |

| 2018-2026年 | 總決賽 | 超級1000賽 | 超級750賽 | 超級500賽 | 超級300賽 | 超級100賽 | 國際挑戰賽 | 國際系列賽 | 未來系列賽 | 其他 |

### 奧運會和世錦賽參賽紀錄
|          | 搭檔   | 2013 | 2014 | 2015 | 2016 |
| -------- | ------ | ---- | ---- | ---- | ---- |
| 男子雙打 | 金沙朗 | 季軍 | 季軍 | 16強 | 8強  |
|          |        |      |      |      |      |
| 混合雙打 | 鄭景銀 | 16強 | －   | －   | －   |
| 混合雙打 | 金昭映 | －   | 48強 | －   | －   |